# Calbinyà
Calbinyà, escrit Calvinyà en la grafia tradicional i popular encara vigent, és un nucli de població del municipi de les Valls de Valira, a l'Alt Urgell. Es troba a l'esquerra de la Valira a 1.013 metres d'altitud i té 60 habitants. Les cases són esglaonades al vessant sud-oest del puig de Calbinyà. En surten tres camins antics, el de la Seu d'Urgell, el d'Anserall, que s'uneix amb la carretera d'Andorra i el que duu a Sant Andreu de Calbinyà. Es troba en un serrat que domina la plana de la Seu i el lloc fou de la senyoria de la ciutat de la Seu d'Urgell.
Encara avui s'hi poden veure les restes dels bancals o terrasses que es construïren a la muntanya, sota de Calvinyà, per al cultiu de la vinya dels Pirineus.
Dins del poble es troba el Museu del Pagès, més concretament a la casa pairal de Cal Serni. Al museu també hi ha una mostra d'art contemporani.